# Melanesobasis bicellulare
Melanesobasis bicellulare är en trollsländeart som beskrevs av Donnelly 1984. Melanesobasis bicellulare ingår i släktet Melanesobasis och familjen dammflicksländor. Inga underarter finns listade i Catalogue of Life.